# Joan Pringle
Pour les articles homonymes, voir Pringle.
Joan Pringle est une actrice  américaine née le 2 juin 1945 à New York, New York (États-Unis).

## Filmographie

### Cinéma
- 1976 : Vengeance d'outre-tombe (J.D.'s Revenge) : Christella
- 1982 : Best Friends, de Norman Jewison : Doria
- 2001 : Pécéh originel (Original Sin) : Sara

### Télévision
- 1973 : Double Indemnity: Neff's Secretary
- 1974 : That's My Mama: Tracy Curtis Taylor (1975)
- 1977 : Rafferty: Nurse Beryl Keynes
- 1977 : Corey: For the People: Katie Ryan
- 1963 : Hôpital central (General Hospital) : Dr Patricia Mason (1982-1984) / Elizabeth Jackson (1994)
- 1983 : This Is the Life
- 1989 : Générations (Generations): Ruth Marshall (1989-1991)
- 1993 : Visions criminelles (Visions of Murder): Gwen
- 1993 : Percy & Thunder: Mrs. Carter
- 1994 : Visions criminelles (Eyes of Terror) : Gwen Singleton
- 1994 : Greyhounds: Ann Smith
- 1998 : Femme de rêve (Gia) : Therapist at Rehab
- 1999 : Incognito  : Dr Palmer
- 2000 : Graine de héros (Up, Up, and Away!) : Doris